# لوئیز برتن
لوئیز بِرتَن (به فرانسوی: Louise Bertin)‏ (۱۵ ژانویهٔ ۱۸۰۵ – ۲۶ آوریل ۱۸۷۷) شاعر، آهنگساز، و نویسندهٔ اهل فرانسه بود. پدرش و در ادامه برادرش، نویسندهٔ روزنامهٔ دبا، یک روزنامهٔ تأثیرگذار و پرنفوذ بودند.
لوئیز بِرتَن، با تشویق خانواده‌اش، به یادگیری موسیقی روی آورد.
او در ۲۱سالگی در ایتالیا شروع به خواندن اپرا کرد؛ در آغاز، به پیشنهاد پدرش، شعرهای گوته و به‌ویژه فاوست را می‌خواند. اولین اجرای او در سال ۱۸۳۰ بود که موفقیت چندانی به دست نیاورد.
کمی بعد، لوئیز با ویکتور هوگو آشنا شد.
ویکتور هوگو نسخه‌ای از کتاب خود به نام گوژپشت نتردام را انتخاب کرد و آن را برای اجرای اپرا به لوئیز پیشنهاد کرد.
لوئیز، در ادامهٔ فعالیت‌های خود، در سبک‌های مختلفی آهنگ ساخت. آثار او شامل ۱۲ کانتات، ۶ قطعه برای پیانو، ۵ سمفونی، و چند قطعه برای سازهای زهی است.
لوئیز بِرتَن همچنین دو جلد کتاب شعر چاپ کرد که جایزهٔ فرهنگستان فرانسه را از آن خود کرد.
او یک سال پس از انتشار کتابش، در سال ۱۸۷۷ در گذشت.